# Gladiolus crassifolius
Gladiolus crassifolius är en irisväxtart som beskrevs av John Gilbert Baker. Gladiolus crassifolius ingår i släktet sabelliljor, och familjen irisväxter. Inga underarter finns listade i Catalogue of Life.